# Петро II (король Кіпру)
Петро II Товстий (фр. Pierre le Gros; 1357 — 13 жовтня 1382), відомий також як П'єр II де Лузіньян (фр. Pierre II de Lusignan)  — король Кіпру в 1369–1382 роках.

## Життєпис
Походив з династії Лузіньянів. Син короля Кіпру Петра I та Елеонори Арагонської. Отримав владу після вбивства його батька. Не маючи відповідного державного та політичного досвіду, покладався на свою матір та дядьків Жана та Жака де Лузіньян.
З самого початку у молодого короля виникли проблеми у зовнішній політиці. Під час святкувань на честь його коронування у 1372 році посварились венеційці та генуезці. Король та його родичі виступили проти останніх, скориставшись можливістю позбавитися генуезьких торговців як конкурентів кіпрських. У відповідь Генуя у 1373 році спрямувала потужний флот проти Кіпру і розв'язала Кіпро-генуезьку війну (1373—1374). Генузці підступом захопили м. Фамагуста, а згодом міста Пафос, Лімасол та Нікосію у 1374 році. Сам король потрапив у полон, після чого було укладено мир, згідно з яким Генуезька республіка отримувала у власність міста Фамагусту і Кіренію, великі торгові преференції та величезну суму грошей у вигляді репарацій.
Незважаючи на поразку, Петро II почав готуватися до відвоювання своїх земель. Тому він уклав мир з еміром Теке, віддавши йому м. Анталію, домовився також із султаном Єгипту. Окрім того у 1376 році було укладено союз з герцогом Мілану Бернабо Вісконті проти Генуї. Проте здійснити свої плани король Кіпру не зміг. Помер 13 жовтня 1382 року.

## Родина
Дружина — Валентина (1363–1391), донька Бернабо Вісконті, володаря Мілану
Діти:
- донька (ім'я невідоме) (1379–1381)